# منطقة طرطوس
منطقة طرطوس منطقة سورية إدارية تتبع محافظة طرطوس ومركزها مدينة طرطوس، بلغ تعداد سكان المنطقة 283,571 نسمة حسب التعداد السكاني لعام 2004.

## نواحي منطقة طرطوس
- ناحية مركز طرطوس
- ناحية أرواد
- ناحية الحميدية
- ناحية خربة المعزة
- ناحية السودا
- ناحية الكريمة
- ناحية صفصافة